# 주온: 끝의 시작
주온: 끝의 시작은 1998년 비디오 영화로 처음 시작된 주온 시리즈의 세계관을 새롭게 리부트한 작품이다. 기존 주온 시리즈의 핵심 요소인 사에키 카야코와 사에키 토시오의 저주를 바탕으로, 새로운 시간대와 캐릭터 설정으로 재구성되었다.
학교 선생님 ‘유이’가 결석 중인 학생 ‘사에키 토시오’를 찾아가면서 다시 저주가 시작된다는 설정이다.  이후 주온 시리즈는 2020년, 넷플릭스에서 독점 공개된 드라마 주온: 저주의 집으로 재탄생하게 된다. 이는 실화를 바탕으로 한 이야기를 다루며, 기존 영화보다 더 현실적이고 사회적인 공포를 강조했다. 드라마는 영화와는 별개의 세계관으로 구성되어 있다.

## 줄거리
주인공 ‘유이’는 새 학기를 맞아 교사가 되었고, 출석하지 않는 한 학생 ‘사에키 토시오’의 소재를 파악하기 위해 가정 방문을 결심한다. 하지만 그가 사는 집은 19년 전, 끔찍한 가족 몰살 사건이 일어났던 바로 그 집이다.
사건의 진실은 이렇다: 과거 사에키 다케오는 아내 카야코의 일기를 통해, 아들 토시오의 생부가 카야코의 첫사랑이었던 '코바야시'라는 사실을 알게 된다. 분노한 다케오는 카야코를 살해하고, 토시오마저 죽여버린다. 그로 인해 이 집에는 강력한 저주가 생겼고, 카야코와 토시오는 귀신으로 남아 모든 침입자에게 저주를 퍼뜨리게 된다.
유이는 이 사실을 알지 못한 채 용기를 내어 토시오의 집을 방문하지만, 토시오는 보이지 않고 카야코의 영혼과 마주하게 된다.
카야코는 살기 어린 눈빛으로 유이를 노려보았고, 유이는 두려움에 휩싸여 도망친다.
하지만 이 사건 이후부터 유이에게 이상한 현상들이 벌어지기 시작한다. 
그리고 결국, 그녀의 남자친구마저 토시오에게 목이 꺾인 채로 죽임을 당하며 영화는 비극적인 결말로 끝난다

## 과거
주인공 중 하나. 조용하고 내성적인 성격의 여성.
일기장에 고바야시 선생님(토시오의 담임)을 짝사랑한다고 썼고, 남편 사에키 타케오가 이를 우연히 읽고 오해함.
타케오는 카야코가 고바야시와 불륜을 저질렀다고 확신하고 카야코를 잔혹하게 살해함 (목을 부러뜨리고 계단에서 기어가는 장면이 유명함).
카야코와 타케오의 아들(공식 설정상은 타케오의 아들이나, 일부 버전에서는 친부가 고바야시라는 설정도 있음).
어머니가 죽는 장면을 목격했으며, 타케오에게 함께 살해당함.
그의 고양이 마루도 함께 죽고, 이 둘의 원혼은 융합되어 고양이 울음소리(“냐아…”)를 흉내냄.
질투와 분노로 인해 가족을 몰살한 가해자.
정자 결핍증 설정은 일부 비공식 설정이나 팬 해석에 등장하며, 이는 토시오의 생물학적 아버지가 타케오가 아닐 수 있다는 의심을 품게 만듦. 이후 고바야시의 아내까지도 살해. 어떤 버전에서는 정체불명의 카야코의 원혼에 의해 결국 그도 살해당함. 타케오가 고바야시의 아내를 납치하여 자궁에서 아이(여아)를 꺼내 살해하는 장면은 **《주온: 더 그러지》(비디오판)**에 나오는 충격적인 설정 중 하나다.
아이는 고바야시의 딸이자, 토시오의 이복 여동생일 가능성도 제기됨.
토시오는 죽은 후 고양이와 혼합된 형태의 귀신이 되어 나타남. 그가 내는 “냐아~” 소리는 죽은 고양이의 울음소리에서 비롯. 원혼의 저주가 이어지며, 그 집에 발을 들인 사람은 누구든지 죽게 되는 저주로 확대. 여고생이나 힘없는 자들을 대상으로 삼으며, **“턱이 없는 귀신”**은 피해자의 처참한 죽음을 상징.

## 시리즈
오치아이 마사유키 일본 감독이 2014년에 일본 공포영화를 만들어냈고 이 감독도 역시 턱 없는 아오이 편을 담아내고 싶었다

## 등장인물
- 야마가 토시오:자막이 끝의 시작인 이유를 알려주는 인물이다. 재정립된 설정에 따르면 세이키 부부가 이사한 집에는 실제로 야마가 가족이 살고 있었다. 사회복지사가 야마가 토시오를 찾기 위해 집을 찾아왔지만 악취로 집이 엉마진창이고, 옷장 구석에는 야마가 토시오가 손발을 묶은 채 죽어 있었다. 그는 아버지로부터 학대를 당한 적이 있다고 언급되었다. 나오토는 사에키 가족이 살해되기 전에 한 가지 사건이 더 있었다는 사실을 알게 되었고, 사진을 유이의 제자인 토시오와 비교했을 때 야마가 토시오의 이름이 익숙했던 그의 얼굴과 완벽하게 일치했다. 야마가 토시오는 아이를 간절히 원했던 카야코에게 빙의했고, 카야코는 그대로 토시오를 낳았다. 하지만 환생 전 아버지에게 학대를 당한 트라우마로 아버지를 멀리했던 토시오에게 빙의된  타케오는 어머니 카야코, 고양이 마와 함께 아버지 타케오의 손에 의해 살해당했다.

## 야마가 토시오 사망 후 9년 뒤
- 사에키 카야코:카와마타는 결혼 전 성씨였지만, 결혼했기 때문에 지금은 성씨가 사에키다. 부모님의 유산으로 아파트에 살던 카야코에게는 마의 고양이라는 친구가 한 명밖에 없었다. 부모님이 교통사고로 돌아가시고  울지도 않는 남자가 있었는데, 그 남자 타케오는 카야코에게 첫눈에 반해 결혼하여 [사에키 토시오]를 낳았다. 하지만 토시오가 입학한 첫날, 카야코는 토시오를 데리고 갔고 초등학교 교사였던 고바야시가 토시오의 담임였다.
- 사에키 타케오:원래 두 사람은 아내 카야코와 평범한 부부였지만 소문에도 불구하고 햇볕이 잘 들고 넓어서 토시오의 집이 마음에 들어 어쩔 수 없이 토시오의 집에서 살게 되었다. 하지만 나중에 토시오의 저주로 아내와 아들, 고양이까지 죽였다.
- 나나미:친구들과 함께 토시오를 방문했고, 그들이 발견한 그대로 살해되었다는 것을 알게 되었다. 그런 다음 토시오를 방문했고, 카야코에게 끌려가서 죽는다
- 야요이:친구들과 함께 토시오의 집을 방문한 후, 그는 저주를 받고 카야코를 마주하며 끌려가고 그는 집에서 발견한 그림 중 하나를 덮고 침대에서 하반신이 없는 사람의 그림처럼 죽임을 당한다
- 리나:친구들과 함께 토시오의 집을 방문해 "백인 소년의 저주를 받아 함께 죽을 것이다"라고 말하며, 테이프에 귀신이 나올 수 있는 모든 공간(책상의 균열, 창문은 신문지로 테이프로 붙여져 있다)을 닫힌 상태로 봉인했다. 그러나 친구들은 리나의 책상 서랍이 떨리고 붙어 있던 테이프가 저절로 떨어져 토시로의 흰 손이나 다른 서랍의 문이 책상 서랍처럼 떨어진다고 믿고, 아오이는 토시로의 존재를 알아채지 못한 채 리나에게 수호자이자 부적으로 삼은 옥을 건네지만 리나는 이를 허락하지 않았지만, 아오이는 리나의 태도가 두려워서 리나를 뿌리치고 나나미와 함께 리나의 집으로 나갔다. 토시오의 저주에 시달리던 그는 어느 정도 진정되어 결국 주전자를 끓이고 냄비에 우유를 부어 주방의 우유를 데웠고, 하얀 우유가 아닌 이상한 검은 액체가 나와 바닥에 있는 검은 액체를 보고 놀란 리나는 토시오가 어깨에 올려져 끓는 주전자에 얼굴이 화상을 입고 냉장고에서 끌려나와 사라졌다고 생각한다. 그녀는 토시오의 집에서 발견된 그림인 얼굴이 피로 뒤덮인 사람처럼 살해당한다.
- 아오이:마침내 사에키 토시오의 다음 목표는 아오이를 겨냥한 것이었다.  중개인 언니와  처남과 함께 살고 있다. 친구들과 함께 토시오의 집을 방문하던 중 저주로 인해 친구들이 사라졌다는 사실을 알게 되었고, 집에 있는 그림 속 내용처럼 유령의 턱에 빠져 죽었다. 참고로,  주온 비디오판인 턱이 빠진 칸나에 대한 오마주가 되었다..
- 아오이의 언니:부동산 중개인으로서 토시오의 집이 팔리지 않자 동생 아오이는 사라지고 화장실에서 동생의 턱을 발견하고 충격을 받았다. 그 후 그는 사에키 부부에게 집을 팔았지만 남편에 따르면 저주를 받아서인지 그도 사망했다

## . 여고생 4명 사망 후 10년 후
그는 토시오의 담임 선생님인 니치하시 3초등학교에 소속되어 있으며, 전 담임 선생님의 갑작스러운 부재로 인해 3학년 때 새로운 수업을 듣게 됩니다. 아무도 허락 없이 오랫동안 연락할 수 없는 토시오 사에키의 집을 방문한 후, 그의 가족은 그 집에서 끔찍한 저주에 직면하게 된다..
유이의 남자친구로서 토시오 가족에 대한 비밀을 파헤치던 중, 그는 가야코와 토시오에 대한 비밀과 19년 전 집에서 일어난 사건들의 진실을 알게 된다 
아오이의 남편으로서 그는 토시오의 집에 무슨 일이 일어났는지 알고 있었고, 토시오의 저주로 아내와 처제 아오이를 잃게 된다. 사건의 진상을 파악하던 나오토가 그에게 집의 저주를 대답해준다.  10년 전 자신의 아내는 사에키 가문의 타케오와 카야코의 집을 팔지만 아내는 세면대를 보더니 피 범벅에 바닥에는 턱이 발견이 되어 충격으로 죽게된다
.